# Najica Dengeki Sakusen
Najica Dengeki Sakusen (Najica Blitz Tactics em inglês) é uma série anime fanservice  com 12 episódios, produzida pela ADV Films e transmitida de 10 de Outubro a 27 de Dezembro de 2001. É similar à anime Agent Aika com bastantes imagens de calcinhas e decotes enquanto parodia James Bond. Foi feita uma adaptação para manga em três volumes.
Foi transmitida em Portugal pela SIC Radical em 2005 e 2006.
Najica é uma jovem senhora de 27 anos,moderna e independente (adorada por todos os que lhe põe a vista em cima),criadora dos melhores perfumes do mundo,estando até a desenvolver uma nova linha de perfumes diários.Contudo,Najica tem uma outra profissão...Quando se afasta das doces fragâncias de Verão e Primavera ela é:Najica a melhor agente secreta de todo o Mundo,trabalhando na CRI Intelligence Organization.
Em uma das missões,Najica encontra e salva uma rapariga totalmente desconhecida de nome Lila, que no final de contas vem-se a descobrir ser uma Humaritt (ou seja,um robô sob a forma humana).
Após ser salva,a Cri Intelligence faz de Lila parceira de Najica,e tal como todas as outras Humaritts,Lila respeita todas as ordens da sua chefe,sem escapar nenhuma.